# Гълъбец (планина)
Вижте пояснителната страница за други значения на Гълъбец.
Гълъбец е напречен планински праг в Средногорско-Подбалканската област в Софийска област, между Камарската и Златишко-Пирдопската котловина.
Планинският праг Гълъбец се издига между Камарската котловина на запад и Златишко-Пирдопската котловина на изток, като свързва Етрополска планина на Стара планина с Ихтиманска Средна гора. Простира се от север на юг на около 15 км, а ширината му е 3 км – 4 км. Най-голямата му надморска височина е 925 м. Ридът е важен хидрографски възел, като по билото му преминава главният вододел на България между Черно и Бяло море. Западните склонове на рида се отводняват към Макоцевска река (от басейна на река Дунав), а източните – към Буновска река (от басейна на река Марица).
Ридът е образуван през неоген-кватернера и е изграден предимно от кристалинни шисти. Източните му склонове, обърнати към Златишко-Пирдопската котловина са по-стръмни от западните. Билото му е заравнено и е заето от пасища. Преобладават кафявите горски почви. Западните му по-полегати склонове са обрасли с гори от горун и габър. Има и изкуствени насаждения от иглолистни гори.
По западния му склон са разположени селата Стъргел и Долно Камарци, а по източния – село Буново.
На протежение от 12,4 км рида се пресича от първокласен път № 6 от Държавната пътна мрежа: ГКПП „Гюешево“ – Кюстендил – Перник – София – Григорево – Розино – Карлово – Трапоклово – Горно Александрово – Айтос – Житарово – Бургас.
През 2007 г. непосредствено до пътя, с изглед към село Буново и най-високия железопътен мост на Балканите е построен мемориален комплекс на Васил Левски. Вградени са и барелефи на Георги Бенковски и Панайот Волов. Паметникът е придружен с цитат от Хубава си, моя горо от Любен Каравелов.
Под рида, между селата Долно Камарци и Буново е прокопан вторият по дължина (3048 м) жп тунел в България „Гълъбец“, който е част от трасето на Подбалканската жп линия София – Карлово – Бургас.
- Път № 6 през горите на Гълъбец
- Спускането към Буново по източния склон на Гълъбец

## Други
На Гълъбец е наречена улица в квартал „Подуяне“ в София (Карта).

## Топографска карта
- Лист от карта K-34-48. Мащаб: 1 : 100 000.